# Stomacarus
Stomacarus – rodzaj roztoczy z kohorty mechowców i rodziny Acaronychidae.
Rodzaj ten został opisany w 1952 roku przez François Grandjean. Gatunkiem typowym wyznaczono S. tristani.
Mechowce te mają wyraźną tarczę prodorsalną, opatrzoną co najmniej jedną szczecinką i fałszywą lamellą. Wśród szczecin notogastralnych niektóre są wyraźnie grubsze od innych.
Rodzaj znany z głównie z krainy australijskiej, ale spotykany też m.in. na Antarktydzie i w dalekowschodniej Rosji.
Należy tu 10 opisanych gatunków:
- Stomacarus abresi Lee, 1981
- Stomacarus campbellensis  (Wallwork, 1966)
- Stomacarus ciliosus Luxton, 1982
- Stomacarus leei Mahunka, 1989
- Stomacarus ligamentifer (Hammer, 1967)
- Stomacarus macfarlani Grandjean, 1957
- Stomacarus setiger R. Martínez y Casanueva, 1999
- Stomacarus tristani Grandjean, 1952
- Stomacarus voskresenskii (Lange, 1975)
- Stomacarus watsoni (Travé, 1964)